# Manuel Fernández-Galiano
Manuel Fernández-Galiano Fernández (Sevilla, 17 de julio de 1918-Madrid, 29 de noviembre de 1988) fue un helenista y profesor español.

## Biografía
Su carrera profesional la empezó en la enseñanza secundaria. Inicialmente se planteó ser profesor de lengua y literatura española, pero decidió presentarse a las oposiciones a cátedras de griego, que le llevaron a ser catedrático del Instituto Isabel la Católica de Madrid en 1943. Posteriormente, en 1947, ganó la cátedra de Filología Griega de la Universidad Complutense de Madrid. En 1970 se trasladó a la Universidad Autónoma de Madrid, de la que fue vicerrector. 
Su labor investigadora produjo más de trescientas publicaciones, entre ellas traducciones, ediciones críticas y comentarios de autores como Homero, Sófocles, Píndaro, Platón, Demóstenes, Epicuro y Heródoto y estudios del periodo neogriego (fue presidente del Comité Español de Estudios Bizantinos); además de incursiones en los papiros egipcios y en la literatura medieval (Dante) moderna (Shakespeare) o contemporánea (Joyce).
En 1947 el editor Afrodisio Aguado publicó su traducción del alemán de Carlos II, de Ludwig Pfandl, enriquecida con notas en las que se recogen muchas de las citas exactas a las que alude el autor, además de interesantes precisiones que enriquecen el valor historiográfico de la obra.
Con motivo de su jubilación, en 1984 se publicó en su honor una recopilación de artículos titutlada Apophoreta Philologica Emmanueli Fernández-Galiano a Sodalibus Oblata.
Fue miembro destacado de la Asociación Cultural Hispano-Helénica y de la Fundación Pastor.
En 1987 fue elegido académico de la Real Academia Española, ocupando el sillón c, pero falleció antes de poder ocupar su plaza.

## Obras
- La transcripción castellana de los nombres propios griegos. Madrid, SEEC, 1969, 2ª edición, 160 pp., Dep. Legal M-4160-1969.